# Список астероїдів (9501—9600)
| Назва                                | Тимчасове позначення | Дата відкриття    | Місце відкриття                     | Відкривач                                              |
| ------------------------------------ | -------------------- | ----------------- | ----------------------------------- | ------------------------------------------------------ |
| 9501 Івейн (Ywain)                   | 2071 T-2             | 29 вересня 1973   | Паломарська обсерваторія            | К. Й. ван Гаутен, І. ван Гаутен-Ґроневельд, Т. Герельс |
| 9502 Ґеймар (Gaimar)                 | 2075 T-2             | 29 вересня 1973   | Паломарська обсерваторія            | К. Й. ван Гаутен, І. ван Гаутен-Ґроневельд, Т. Герельс |
| 9503 Аґравейн (Agrawain)             | 2180 T-2             | 29 вересня 1973   | Паломарська обсерваторія            | К. Й. ван Гаутен, І. ван Гаутен-Ґроневельд, Т. Герельс |
| 9504 Ліонел (Lionel)                 | 2224 T-2             | 29 вересня 1973   | Паломарська обсерваторія            | К. Й. ван Гаутен, І. ван Гаутен-Ґроневельд, Т. Герельс |
| 9505 Лоенґрін (Lohengrin)            | 4131 T-2             | 29 вересня 1973   | Паломарська обсерваторія            | К. Й. ван Гаутен, І. ван Гаутен-Ґроневельд, Т. Герельс |
| 9506 Тельрамунд (Telramund)          | 5200 T-2             | 25 вересня 1973   | Паломарська обсерваторія            | К. Й. ван Гаутен, І. ван Гаутен-Ґроневельд, Т. Герельс |
| 9507 Ґоттфрід (Gottfried)            | 5447 T-2             | 30 вересня 1973   | Паломарська обсерваторія            | К. Й. ван Гаутен, І. ван Гаутен-Ґроневельд, Т. Герельс |
| 9508 Тітурель (Titurel)              | 3395 T-3             | 16 жовтня 1977    | Паломарська обсерваторія            | К. Й. ван Гаутен, І. ван Гаутен-Ґроневельд, Т. Герельс |
| 9509 Амфортас (Amfortas)             | 3453 T-3             | 16 жовтня 1977    | Паломарська обсерваторія            | К. Й. ван Гаутен, І. ван Гаутен-Ґроневельд, Т. Герельс |
| 9510 Ґурнеманц (Gurnemanz)           | 5022 T-3             | 16 жовтня 1977    | Паломарська обсерваторія            | К. Й. ван Гаутен, І. ван Гаутен-Ґроневельд, Т. Герельс |
| 9511 Клінґсор (Klingsor)             | 5051 T-3             | 16 жовтня 1977    | Паломарська обсерваторія            | К. Й. ван Гаутен, І. ван Гаутен-Ґроневельд, Т. Герельс |
| 9512 Фейцзюнлун (Feijunlong)         | 1966 CM              | 13 лютого 1966    | Обсерваторія Цзицзіньшань           | Обсерваторія Червона Гора                              |
| (9513) 1971 UN                       | 1971 UN              | 26 жовтня 1971    | Гамбурзька обсерваторія             | Любош Когоутек                                         |
| 9514 Дейнека (Deineka)               | 1973 SG5             | 27 вересня 1973   | КрАО                                | Журавльова Людмила Василівна                           |
| 9515 Дубнер (Dubner)                 | 1975 RA2             | 5 вересня 1975    | Астрономічний комплекс Ель-Леонсіто | М. Сеско                                               |
| 9516 Інасан (Inasan)                 | 1976 YL3             | 16 грудня 1976    | КрАО                                | Черних Людмила Іванівна                                |
| 9517 Нєхайшен (Niehaisheng)          | 1977 VL1             | 3 листопада 1977  | Обсерваторія Цзицзіньшань           | Обсерваторія Червона Гора                              |
| 9518 Роббінейш (Robbynaish)          | 1978 GA              | 7 квітня 1978     | Гарвардська обсерваторія            | Гарвардська обсерваторія                               |
| (9519) 1978 VK3                      | 1978 VK3             | 6 листопада 1978  | Паломарська обсерваторія            | Е. Гелін, Ш. Дж. Бас                                   |
| (9520) 1978 VV6                      | 1978 VV6             | 7 листопада 1978  | Паломарська обсерваторія            | Е. Гелін, Ш. Дж. Бас                                   |
| 9521 Мартінгоффман (Martinhoffmann)  | 1980 FS1             | 16 березня 1980   | Обсерваторія Ла-Сілья               | Клаес-Інґвар Лаґерквіст                                |
| (9522) 1981 DS                       | 1981 DS              | 28 лютого 1981    | Обсерваторія Сайдинг-Спрінг         | Ш. Дж. Бас                                             |
| 9523 Торіно (Torino)                 | 1981 EE1             | 5 березня 1981    | Обсерваторія Ла-Сілья               | Анрі Дебеонь, Джованні де Санктіс                      |
| (9524) 1981 EJ5                      | 1981 EJ5             | 2 березня 1981    | Обсерваторія Сайдинг-Спрінг         | Ш. Дж. Бас                                             |
| (9525) 1981 EF11                     | 1981 EF11            | 1 березня 1981    | Обсерваторія Сайдинг-Спрінг         | Ш. Дж. Бас                                             |
| (9526) 1981 EC13                     | 1981 EC13            | 1 березня 1981    | Обсерваторія Сайдинг-Спрінг         | Ш. Дж. Бас                                             |
| (9527) 1981 EH23                     | 1981 EH23            | 3 березня 1981    | Обсерваторія Сайдинг-Спрінг         | Ш. Дж. Бас                                             |
| (9528) 1981 EH24                     | 1981 EH24            | 7 березня 1981    | Обсерваторія Сайдинг-Спрінг         | Ш. Дж. Бас                                             |
| (9529) 1981 EF25                     | 1981 EF25            | 2 березня 1981    | Обсерваторія Сайдинг-Спрінг         | Ш. Дж. Бас                                             |
| (9530) 1981 EO26                     | 1981 EO26            | 2 березня 1981    | Обсерваторія Сайдинг-Спрінг         | Ш. Дж. Бас                                             |
| 9531 Жан-Люк (Jean-Luc)              | 1981 QK              | 30 серпня 1981    | Станція Андерсон-Меса               | Едвард Бовелл                                          |
| 9532 Абраменко (Abramenko)           | 1981 RQ2             | 7 вересня 1981    | КрАО                                | Карачкіна Людмила Георгіївна                           |
| 9533 Алєксєйлеонов (Aleksejleonov)   | 1981 SA7             | 28 вересня 1981   | КрАО                                | Журавльова Людмила Василівна                           |
| (9534) 1981 TP                       | 1981 TP              | 4 жовтня 1981     | Станція Андерсон-Меса               | Норман Томас                                           |
| 9535 Плитченко (Plitchenko)          | 1981 UO11            | 22 жовтня 1981    | КрАО                                | Черних Микола Степанович                               |
| (9536) 1981 UR27                     | 1981 UR27            | 24 жовтня 1981    | Паломарська обсерваторія            | Ш. Дж. Бас                                             |
| 9537 Нолан (Nolan)                   | 1982 BM              | 18 січня 1982     | Станція Андерсон-Меса               | Едвард Бовелл                                          |
| (9538) 1982 UM2                      | 1982 UM2             | 20 жовтня 1982    | Обсерваторія Клеть                  | Антонін Мркос                                          |
| 9539 Прішвін (Prishvin)              | 1982 UE7             | 21 жовтня 1982    | КрАО                                | Карачкіна Людмила Георгіївна                           |
| 9540 Міхалков (Mikhalkov)            | 1982 UJ7             | 21 жовтня 1982    | КрАО                                | Карачкіна Людмила Георгіївна                           |
| 9541 Магрі (Magri)                   | 1983 CH              | 11 лютого 1983    | Станція Андерсон-Меса               | Едвард Бовелл                                          |
| 9542 Еріан (Eryan)                   | 1983 TU1             | 12 жовтня 1983    | Станція Андерсон-Меса               | Едвард Бовелл                                          |
| 9543 Нітра (Nitra)                   | 1983 XN1             | 4 грудня 1983     | Обсерваторія Піскештето             | Мілан Антал                                            |
| 9544 Скоттбірні (Scottbirney)        | 1984 EL              | 1 березня 1984    | Станція Андерсон-Меса               | Едвард Бовелл                                          |
| 9545 Петровєдомості (Petrovedomosti) | 1984 MQ              | 25 червня 1984    | КрАО                                | Смирнова Тамара Михайлівна                             |
| (9546) 1984 SD6                      | 1984 SD6             | 22 вересня 1984   | Обсерваторія Ла-Сілья               | Анрі Дебеонь                                           |
| (9547) 1985 AE                       | 1985 AE              | 15 січня 1985     | Тойота                              | Кендзо Судзукі, Такеші Урата                           |
| 9548 Фортран (Fortran)               | 1985 CN              | 13 лютого 1985    | Обсерваторія Кітт-Пік               | Spacewatch                                             |
| 9549 Акплатонов (Akplatonov)         | 1985 SM2             | 19 вересня 1985   | КрАО                                | Черних Микола Степанович і Черних Людмила Іванівна     |
| 9550 Вікторбланко (Victorblanco)     | 1985 TY1             | 15 жовтня 1985    | Станція Андерсон-Меса               | Едвард Бовелл                                          |
| 9551 Kazi                            | 1985 UJ              | 20 жовтня 1985    | Обсерваторія Клеть                  | Антонін Мркос                                          |
| (9552) 1985 UY                       | 1985 UY              | 24 жовтня 1985    | Обсерваторія Клеть                  | Антонін Мркос                                          |
| 9553 Колас (Colas)                   | 1985 UG2             | 17 жовтня 1985    | Коссоль                             | CERGA                                                  |
| 9554 Дюмон (Dumont)                  | 1985 XA              | 13 грудня 1985    | Коссоль                             | Робер Шемен                                            |
| 9555 Фреякоха (Frejakocha)           | 1986 GC              | 2 квітня 1986     | Обсерваторія Брорфельде             | Обсерваторія Копенгагена                               |
| 9556 Ґейврей (Gaywray)               | 1986 GF              | 8 квітня 1986     | Паломарська обсерваторія            | INAS                                                   |
| (9557) 1986 QL2                      | 1986 QL2             | 28 серпня 1986    | Обсерваторія Ла-Сілья               | Анрі Дебеонь                                           |
| (9558) 1986 QB3                      | 1986 QB3             | 29 серпня 1986    | Обсерваторія Ла-Сілья               | Анрі Дебеонь                                           |
| (9559) 1987 DH6                      | 1987 DH6             | 23 лютого 1987    | Обсерваторія Ла-Сілья               | Анрі Дебеонь                                           |
| 9560 Анґіта (Anguita)                | 1987 EQ              | 3 березня 1987    | Станція Андерсон-Меса               | Едвард Бовелл                                          |
| 9561 ван Ейк (van Eyck)              | 1987 QT1             | 19 серпня 1987    | Обсерваторія Ла-Сілья               | Ерік Вальтер Ельст                                     |
| 9562 Мемлінг (Memling)               | 1987 RG              | 1 вересня 1987    | Обсерваторія Ла-Сілья               | Ерік Вальтер Ельст                                     |
| 9563 Кітті (Kitty)                   | 1987 SJ1             | 21 вересня 1987   | Станція Андерсон-Меса               | Едвард Бовелл                                          |
| 9564 Jeffwynn                        | 1987 SG3             | 26 вересня 1987   | Паломарська обсерваторія            | Керолін Шумейкер, Юджин Шумейкер                       |
| 9565 Тихонов (Tikhonov)              | 1987 SU17            | 18 вересня 1987   | КрАО                                | Черних Людмила Іванівна                                |
| 9566 Рихлова (Rykhlova)              | 1987 SX17            | 18 вересня 1987   | КрАО                                | Черних Людмила Іванівна                                |
| 9567 Сургут (Surgut)                 | 1987 US4             | 22 жовтня 1987    | КрАО                                | Журавльова Людмила Василівна                           |
| (9568) 1988 AX4                      | 1988 AX4             | 13 січня 1988     | Обсерваторія Ла-Сілья               | Анрі Дебеонь                                           |
| 9569 Quintenmatsijs                  | 1988 CL2             | 11 лютого 1988    | Обсерваторія Ла-Сілья               | Ерік Вальтер Ельст                                     |
| (9570) 1988 RQ5                      | 1988 RQ5             | 2 вересня 1988    | Обсерваторія Ла-Сілья               | Анрі Дебеонь                                           |
| (9571) 1988 RR5                      | 1988 RR5             | 2 вересня 1988    | Обсерваторія Ла-Сілья               | Анрі Дебеонь                                           |
| (9572) 1988 RS6                      | 1988 RS6             | 8 вересня 1988    | Обсерваторія Ла-Сілья               | Анрі Дебеонь                                           |
| 9573 Мацумотомас (Matsumotomas)      | 1988 UC              | 16 жовтня 1988    | Обсерваторія Кітамі                 | Кін Ендате, Кадзуро Ватанабе                           |
| 9574 Таку (Taku)                     | 1988 XB5             | 5 грудня 1988     | Обсерваторія Кісо                   | Цуко Накамура                                          |
| (9575) 1989 BW1                      | 1989 BW1             | 29 січня 1989     | Обсерваторія Клеть                  | Антонін Мркос                                          |
| 9576 ван дер Вейден (van der Weyden) | 1989 CX2             | 4 лютого 1989     | Обсерваторія Ла-Сілья               | Ерік Вальтер Ельст                                     |
| 9577 Ґропіус (Gropius)               | 1989 CE5             | 2 лютого 1989     | Обсерваторія Карла Шварцшильда      | Ф. Бернґен                                             |
| 9578 Клязьма (Klyazma)               | 1989 GA3             | 3 квітня 1989     | Обсерваторія Ла-Сілья               | Ерік Вальтер Ельст                                     |
| (9579) 1989 GO4                      | 1989 GO4             | 3 квітня 1989     | Обсерваторія Ла-Сілья               | Ерік Вальтер Ельст                                     |
| 9580 Тарумі (Tarumi)                 | 1989 TB11            | 4 жовтня 1989     | Обсерваторія Мінамі-Ода             | Тосіро Номура, Койо Каванісі                           |
| (9581) 1990 DM3                      | 1990 DM3             | 24 лютого 1990    | Обсерваторія Ла-Сілья               | Анрі Дебеонь                                           |
| (9582) 1990 EL7                      | 1990 EL7             | 3 березня 1990    | Обсерваторія Ла-Сілья               | Анрі Дебеонь                                           |
| (9583) 1990 HL1                      | 1990 HL1             | 28 квітня 1990    | Обсерваторія Сайдинг-Спрінг         | Роберт Макнот                                          |
| 9584 Лоухгайм (Louchheim)            | 1990 OL4             | 25 липня 1990     | Паломарська обсерваторія            | Генрі Гольт                                            |
| (9585) 1990 QY2                      | 1990 QY2             | 28 серпня 1990    | Паломарська обсерваторія            | Генрі Гольт                                            |
| (9586) 1990 SG11                     | 1990 SG11            | 16 вересня 1990   | Паломарська обсерваторія            | Генрі Гольт                                            |
| 9587 Бонпланд (Bonpland)             | 1990 UG4             | 16 жовтня 1990    | Обсерваторія Ла-Сілья               | Ерік Вальтер Ельст                                     |
| 9588 Кене (Quesnay)                  | 1990 WE2             | 18 листопада 1990 | Обсерваторія Ла-Сілья               | Ерік Вальтер Ельст                                     |
| 9589 Деріддер (Deridder)             | 1990 WU5             | 21 листопада 1990 | Обсерваторія Ла-Сілья               | Ерік Вальтер Ельст                                     |
| (9590) 1991 DK1                      | 1991 DK1             | 21 лютого 1991    | Обсерваторія Кітт-Пік               | Spacewatch                                             |
| (9591) 1991 FH2                      | 1991 FH2             | 20 березня 1991   | Обсерваторія Ла-Сілья               | Анрі Дебеонь                                           |
| 9592 Клеро (Clairaut)                | 1991 GK4             | 8 квітня 1991     | Обсерваторія Ла-Сілья               | Ерік Вальтер Ельст                                     |
| (9593) 1991 PZ17                     | 1991 PZ17            | 7 серпня 1991     | Паломарська обсерваторія            | Генрі Гольт                                            |
| 9594 Ґарстанґ (Garstang)             | 1991 RG              | 4 вересня 1991    | Обсерваторія Сайдинг-Спрінг         | Роберт Макнот                                          |
| (9595) 1991 RE11                     | 1991 RE11            | 13 вересня 1991   | Паломарська обсерваторія            | Генрі Гольт                                            |
| (9596) 1991 RC22                     | 1991 RC22            | 15 вересня 1991   | Паломарська обсерваторія            | Генрі Гольт                                            |
| (9597) 1991 UF                       | 1991 UF              | 18 жовтня 1991    | Обсерваторія Кушіро                 | Сейджі Уеда, Хіроші Канеда                             |
| (9598) 1991 UQ                       | 1991 UQ              | 18 жовтня 1991    | Обсерваторія Кушіро                 | Сейджі Уеда, Хіроші Канеда                             |
| 9599 Онотомоко (Onotomoko)           | 1991 UP2             | 29 жовтня 1991    | Обсерваторія Кітамі                 | Кін Ендате, Кадзуро Ватанабе                           |
| (9600) 1991 UB3                      | 1991 UB3             | 31 жовтня 1991    | Обсерваторія Кушіро                 | Сейджі Уеда, Хіроші Канеда                             |

| Астероїди 1—10000 → |           |           |           |           |           |           |           |           |            |
| 1—100               | 1001—1100 | 2001—2100 | 3001—3100 | 4001—4100 | 5001—5100 | 6001—6100 | 7001—7100 | 8001—8100 | 9001—9100  |
| 101—200             | 1101—1200 | 2101—2200 | 3101—3200 | 4101—4200 | 5101—5200 | 6101—6200 | 7101—7200 | 8101—8200 | 9101—9200  |
| 201—300             | 1201—1300 | 2201—2300 | 3201—3300 | 4201—4300 | 5201—5300 | 6201—6300 | 7201—7300 | 8201—8300 | 9201—9300  |
| 301—400             | 1301—1400 | 2301—2400 | 3301—3400 | 4301—4400 | 5301—5400 | 6301—6400 | 7301—7400 | 8301—8400 | 9301—9400  |
| 401—500             | 1401—1500 | 2401—2500 | 3401—3500 | 4401—4500 | 5401—5500 | 6401—6500 | 7401—7500 | 8401—8500 | 9401—9500  |
| 501—600             | 1501—1600 | 2501—2600 | 3501—3600 | 4501—4600 | 5501—5600 | 6501—6600 | 7501—7600 | 8501—8600 | 9501—9600  |
| 601—700             | 1601—1700 | 2601—2700 | 3601—3700 | 4601—4700 | 5601—5700 | 6601—6700 | 7601—7700 | 8601—8700 | 9601—9700  |
| 701—800             | 1701—1800 | 2701—2800 | 3701—3800 | 4701—4800 | 5701—5800 | 6701—6800 | 7701—7800 | 8701—8800 | 9701—9800  |
| 801—900             | 1801—1900 | 2801—2900 | 3801—3900 | 4801—4900 | 5801—5900 | 6801—6900 | 7801—7900 | 8801—8900 | 9801—9900  |
| 901—1000            | 1901—2000 | 2901—3000 | 3901—4000 | 4901—5000 | 5901—6000 | 6901—7000 | 7901—8000 | 8901—9000 | 9901—10000 |